# Gardenia nitida
Gardenia nitida är en måreväxtart som beskrevs av William Jackson Hooker. Gardenia nitida ingår i släktet Gardenia och familjen måreväxter. Inga underarter finns listade i Catalogue of Life.